# Andrei Grigorjewitsch Rosenberg

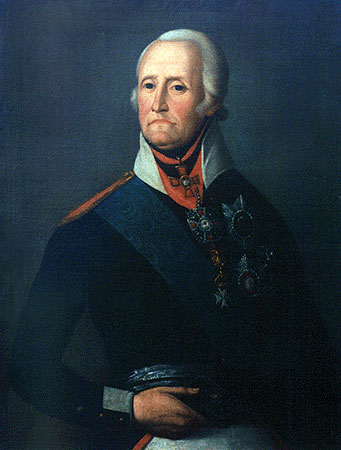
Andrej Grigorjewitsch Rosenberg (1739–1813)

Andrei Grigorjewitsch Rosenberg (russisch Андрей Григорьевич Розенберг; * 21. Januar 1739 in Riga; † 25. August 1813 in Tschorne, Gouvernement Podolien) war ein russischer General der Infanterie und Gouverneur.

## Leben

### Name, Herkunft und Familie
Diederich Arend von Rosenberg, so der Geburts- bzw. Taufname, in der Rückübersetzung aus dem Russischen auch Andreas genannt, war Angehöriger der kurländischen Familie Rosenberg. Seine Eltern waren der Revisor bzw. Kämmerer in Riga, Johann Georg von Rosenberg (1686–1750) und Anna Regina, geborene von Landenberg († 1773). Er blieb unverheiratet. Sein Bruder Wilhelm Bernhard von Rosenberg (1745–1814) war russischer Major, Kollegienrat und Vorsitzender der 2. Kammer des Oberlandgerichts in Reval.

### Werdegang
Rosenberg bestritt seit 1753 eine Offizierslaufbahn in der Kaiserlich Russischen Armee. Er avancierte 1755 zum Korporal, 1758 zum Fähnrich und Leutnant, wurde 1760 Seconde-Major der Garnison Riga. 1768 wurde er in geheimer Mission zu Graf Alexei Grigorjewitsch Orlow ins Mittelmeer kommandiert und nahm 1770 an der Seeschlacht bei Tschesme tei. Nachdem er im Dezember 1770 zum Kapitän des Preobraschenski Leib-Garderegiment aufstieg, nahm er 1771 am Feldzug auf der Krim teil. 1772 wurde er Oberst der Armee, erhielt 1780 seine Beförderung zum Brigadier und 1782 die zum Generalmajor. 1787 wurde er mit dem Wladimir-Orden II. Klasse geehrt. Seiner Einsetzung als Gouverneur von Smolensk 1788 folgte 1790 der Aufstieg zum Generalleutnant. Er erhielt 1796 als Chef das Witebsker Musketier-Regiment und avancierte 1797 zum General der Infanterie sowie zum Zivilchef des Gouvernements Kiew. Als er 1798 Chef des Moslauer Grenadier-Regiments wurde, fürte dieses als Grenadier-Regiment „Rosenberg“ fortan seinen Namen. Er war dann Zivilchef der Gouvernements Pleskau und Smolensk und erhielt 1799 den Alexander-Newski-Orden. 
Im Zweiten Koalitionskrieg führte er die russische Armee nach Italien, wo sie General Alexander Wassiljewitsch Suworow übernahm. Er öffnete beim Alpenübergang den Weg durch das Reusstal und deckte den Marsch vom Vierwaldstättersee nach Glarus. Während sämtlicher Schlachten auf dem Feldzug, so insbesondere an der Adda und im Muotatal war er Kommandeur des Infanteriekorps. Anschließend führte er die Armee in Vertretung Suworows nach Russland zurück, wo er mit dem Andreas-Orden und dem Annen-Orden I. Klasse ausgezeichnet wurde. Er war dann von 1800 bis 1803 Zivilchef der Gouvernements Podolien und Wolhynien sowie von 1800 bis 1801 des Gouvernements Minsk. Die Stellung als Militärgouverneur von Kamenez-Podolski und die Inspektion der Dnepr-Inspektion schloss sich an. Von 1803 bis 1805 war er Militärgouverneur von Cherson und Taurien. Rosenberg erhielt noch die Inspektion der Krim-Inspektion, bevor er 1805 seinen Abschied erhielt.